# Азиз ад-Даула
Азиз ад-Даула Абу Шуджа Фатик аль-Вахиди ибн Абдаллах ар-Руми (ум. 6 июля 1022, Алеппо) — первый фатимидский вали Алеппо, правивший с завоевания города в сентябре 1016 года до своей смерти.
Этнический армянин, Азиз ад-Даула изначально был гулямом Манджутакина, фатимидского вали Дамаска при халифе аль-Азизе Биллахе. В 1020 году он фактически стал независимым от халифата, выпуская монеты и произнося собственное имя, а не имя своего господина, во время пятничной молитвы. Халиф аль-Хаким Биамриллах попытался направить войска на подавление мятежного подчинённого, однако тот обратился за помощью к Византии. Впрочем, он сразу отменил свой запрос, когда фатимидский халиф неожиданно исчез в начале следующего года. Новые управляющие фатимидским двором попытались заключить с ним мир, однако последний лишь укрепил свои позиции, обезопасив себя от штурма и построив дворец у подножия алеппской цитадели.
Азиз ад-Даулу убил один из его доверенных гулямов 6 июля 1022 года во сне, в ходе заговора, организованного другим гулямом, Абу-ль-Наджмом Бадром при вероятной поддержке тёти и де-факто регентшы нового халифа аз-Захира Биллаха Ситт аль-Мульк. Абу-ль-Наджм сменил своего покровителя на его посту, однако уже спустя три месяца его арестовали за организацию заговора.

## Биография
Азиз ад-Даула — этнический армянин и гулям фатимидского вали Дамаска Манджутакина аль-Азизи, который правил городом при халифе аль-Хаким Биамриллахе. Арабский историк аль-Макризи описал его как «интеллигентного и благочестивого армянина». Ещё один из историк, Ибн аль-Каланиси писал, что он был «одним из самых важных вали Алеппо за всю историю фатимидского правления».
В 1016 году эмир Алеппо Мансур ибн Лулу бежал из города, покинув его на фоне восстания, которое возглавил его подчинённый и командир его цитадели Фатх аль-Кали при поддержке местных килбитов, которых возглавлял будущий основатель Мирдасидского эмирата Алеппо Салих ибн Мирдас. Последние желали единолично овладеть Алеппо, а Фатимиды, которые контролировали центральную и южную часть Сирии увидели в этом возможность распространить свою власть на весь регион целиком. Фатх и килбиты пригласили фатимидскую армию под командованием Али ибн ад-Дайфа, что базировалась в Апамеи помочь сохранить ему контроль над городом, а когда волнения из-за переворота продолжились, Али вызвал новые подкрепления. Тогда халиф аль-Хаким Биармиллах направил войска из Сидона и Триполи занять город. Вместе они изгнали Фатха аль-Кали из Алеппо. Последний изначально предложил населению организовать совместное правление с Фатимидами, однако те отказались, предпочтя исмаилитов бедуинам. Тогда Фатх перебрался в Тир
В октябре того же 1016 года аль-Хаким Биамриллах направил Азиз ад-Даулу заменить Фатха, фактически сделав его первым фатимидским вали Алеппо и всей северной Сирии. Направляя своего первого вали, аль-Хаким Биамриллах вручил ему почётное оружие, одежду и седло. 3 февраля 1017 года Азиз ад-Даула прибыл в город, фактически приняв власть в свои руки. В 1018 году он убедил Салиха ибн Мирдаса оставить свою мать в Алеппо, что должно было быть шагом, направленным на укрепление союза между Ним и халифатом. Кроме этого, этот союз был направлен и на жителей Алеппо, которым Азиз ад-Даула хотел продемонстрировать, что им стоит меньше опасаться наступления византийцев, поскольку теперь у них есть союз с могущественным бедуинским племенем, что сможет их защитить. И хотя о дальнейших взаимодействиях ничего неизвестно, ливанский медиевист С. Заккар писал о том, что Салих был, вероятно, доволен своим новым соседом.